# 더 뉴 비기닝
더 뉴 비기닝은 신일본 프로레슬링의 페이 퍼 뷰로 2011년에 신설된 페이 퍼 뷰이다.

## 결과

### 2011년
더 뉴 비기닝 2011은 2011년 2월 20일 미야기노구에 위치한 센다이 선 프라자에서 개최되었다.
- 타마 통가가 히로무 타카하시와의 1:1 대결에서 승리
- 쥬신 썬더라이거와 류스케 타구치 & 쿠시다로 이루어진 팀이 게두 & 자두 & 리빗과의 6인 태그팀 경기에서 승리 &
- 타이거 마스카가 토모이로 이시와의 마스크 대 마스크 대결에서 승리
- 신스케 나카무라 & 토루 야노 & 타카시 이즈카 & 유지 나가타의 팀이 유지로 타카하시 & 히로요시 텐잔 & 와타루 이노우에 & 킹 페일 팀과의 8인 태그팀 제거 경기에서 승리
- 자이언트 버나드와 칼 앤더슨으로 이루어진 배드 인텐션이 마나부 나카니시와 스트롱 맨 팀을 꺾고 IWGP 태그팀 타이틀 방어에 성공함
- 프린스 데빗이 타카 미치노쿠를 꺾고 IWGP 주니어 헤비웨이트 타이틀 방어에 성공함
- 몬텔 본테이비어스 포터와 타이치 팀이 토기 마카베 & 토모아키 혼마 팀을 꺾음
- 히루키 고토가 테츠야 나이토를 꺾음
- 히로시 타나하시가 사토시 코지마를 꺾고 IWGP 헤비급 타이틀 방어에 성공함